# Guilherme Porto
Dom Guilherme Porto (21 de janeiro de 1942) é um bispo católico brasileiro e atualmente bispo-emérito de Sete Lagoas.
Dom Guilherme estudou o primeiro e segundo grau no Seminário Nossa Senhora das Dores em Campanha, Filosofia e Teologia no Seminário São José em Mariana. Especializou-se em Teologia Moral pela Academia Alfonsiana em Roma e licenciou-se em Filosofia e História e Bacharelado em Direito. Foi ordenado padre em 7 de agosto de 1966. Exerceu as funções de Pároco, Reitor de Seminário, Chanceler, Vigário Geral e Administrador Diocesano na Diocese de Campanha.
Foi nomeado pelo Papa João Paulo II como bispo-coadjutor da Diocese de Sete Lagoas em 15 de julho de 1998.
Recebeu a ordenação episcopal através de Dom Serafim Fernandes de Araújo, Arcebispo de Belo Horizonte, em 12 de outubro de 1998. Os principais co-consagradores foram Dom José de Lima, Bispo de Sete Lagoas, e Dom Diamantino Prata de Carvalho, OFM, Bispo de Campanha.
Sucedeu a Dom José de Lima em 27 de outubro de 1999, e resignou por idade em 20 de setembro de 2017. Atualmente, atende na Paróquia São Sebastião em Cruzília, onde reside, pertencente à Diocese de Campanha.